# Eulimnichus incultus
Eulimnichus incultus är en skalbaggsart som beskrevs av Wooldridge 1979. Eulimnichus incultus ingår i släktet Eulimnichus och familjen lerstrandbaggar. Inga underarter finns listade i Catalogue of Life.